# Love Me (Lil Wayne)
Love Me è un brano musicale del rapper statunitense Lil Wayne, pubblicato come primo singolo estratto dal suo decimo album studio, I Am Not a Human Being II. Il brano figura il featuring di Drake e di Future.
Il video è uno di quelli che hanno ottenuto la certificazione Vevo.
Il brano è stato spesso pesantemente criticato per i contenuti espliciti del testo.

## Tracce
Digital Download
1. Love Me - 4:14

## Classifiche
| Classifica (2011)        | Posizione maggiore |
| ------------------------ | ------------------ |
| Australia                | 92                 |
| Belgio (Fiandre)         | 3                  |
| Belgio (Vallonia)        | 3                  |
| Canada                   | 49                 |
| Francia                  | 27                 |
| Germania                 | 93                 |
| Paesi Bassi              | 79                 |
| Svizzera                 | 72                 |
| Regno Unito              | 44                 |
| Stati Uniti              | 9                  |
| US Hot R&B/Hip-Hop Songs | 4                  |